# Капарросо
Капарросо (ісп. Caparroso) — муніципалітет в Іспанії, у складі автономної спільноти Наварра. Населення — 2717 осіб (2009).
Муніципалітет розташований на відстані близько 270 км на північний схід від Мадрида, 55 км на південь від Памплони.
На території муніципалітету розташовані такі населені пункти: (дані про населення за 2009 рік)
- Капарросо: 2714 осіб
- Ла-Естасьйон: 3 особи

## Демографія
Динаміка населення (INE ):

## Галерея зображень

Розташування муніципалітету